# DDR-Oberliga 1980-1981
L'edizione 1980-81 della DDR-Oberliga è stato il trentaquattresimo campionato di massimo livello in Germania Est.

## Avvenimenti
L'avvio di torneo, la cui prima giornata fu disputata il 23 agosto 1980, vide il Carl Zeiss Jena vincere le prime sei gare. All'ottava giornata uscì dal guscio la Dinamo Berlino, che raggiunse la capolista al turno successivo assieme alla Dinamo Dresda. Nel gruppo si intromise il Magdeburgo, che prese il comando della classifica all'undicesima giornata. Al turno successivo passò in testa la Dinamo Berlino, che però concluse il girone di andata a pari punti con Magdeburgo e Dinamo Dresda.
Il girone di ritorno iniziò con quattro squadre a pari punti al vertice della classifica, essendosi aggregata al gruppo anche la Dinamo Dresda. Nel giro di due giornate il gruppo si disgregò lasciando sola in testa la Dinamo Berlino: da lì iniziò un testa a testa con il Magdeburgo che culminò con lo scontro diretto alla diciottesima giornata. Il club della capitale prevalse per 4-2 dando il via alla fuga, tallonato da Magdeburgo e Carl Zeiss Jena. Quest'ultima squadra riuscì in particolare a portarsi a -1 sulla capolista con lo scontro diretto ancora da giocare. Il risultato finale, 2-1 per la Dinamo Berlino, consegnò alla squadra il suo terzo titolo consecutivo. In zona UEFA i verdetti furono decisi con una giornata di anticipo e videro accedere al palcoscenico europeo Carl Zeiss Jena, Magdeburgo e Dinamo Dresda.
A fondo classifica, la vittoria all'ultima giornata contro la Dinamo Dresda non fece evitare la retrocessione allo Stahl Riesa, in DDR-Liga assieme al Chemie Böhlen, condannato dalla sconfitta all'ultimo turno contro l'Hallescher.

## Classifica finale
|  |     | DDR-Oberliga 1980-81 | Pt | G  | V  | N | P  | GF | GS | DR  |
|  | --- | -------------------- | -- | -- | -- | - | -- | -- | -- | --- |
|  | 1.  | BFC Dynamo           | 39 | 26 | 17 | 5 | 4  | 74 | 31 | +43 |
|  | 2.  | Carl Zeiss Jena      | 36 | 26 | 16 | 4 | 6  | 57 | 29 | +28 |
|  | 3.  | Magdeburgo           | 34 | 26 | 15 | 4 | 7  | 58 | 35 | +23 |
|  | 4.  | Dinamo Dresda        | 34 | 26 | 16 | 2 | 8  | 49 | 37 | +12 |
|  | 5.  | Vorwärts Francoforte | 31 | 26 | 13 | 5 | 8  | 58 | 40 | +18 |
|  | 6.  | Lokomotive Lipsia    | 28 | 26 | 12 | 4 | 10 | 46 | 35 | +9  |
|  | 7.  | Rot-Weiß Erfurt      | 27 | 26 | 10 | 7 | 9  | 37 | 49 | -12 |
|  | 8.  | Hallescher           | 25 | 26 | 11 | 3 | 12 | 41 | 41 | 0   |
|  | 9.  | Karl-Marx-Stadt      | 21 | 26 | 6  | 9 | 11 | 37 | 54 | -17 |
|  | 10. | Hansa Rostock        | 20 | 26 | 6  | 8 | 12 | 35 | 47 | -12 |
|  | 11. | Sachsenring Zwickau  | 18 | 26 | 7  | 4 | 15 | 32 | 51 | -19 |
|  | 12. | Wismut Aue           | 18 | 26 | 7  | 4 | 15 | 34 | 60 | -26 |
|  | 13. | Stahl Riesa          | 17 | 26 | 6  | 5 | 15 | 38 | 64 | -26 |
|  | 14. | Chemie Böhlen        | 16 | 26 | 5  | 6 | 15 | 25 | 48 | -23 |

### Verdetti
- Dinamo Berlino campione della Germania Est 1980-81. Qualificato in Coppa dei Campioni 1981-82.
- Lokomotive Lipsia qualificato in Coppa delle Coppe 1981-82
- Carl Zeiss Jena, Magdeburgo e Dinamo Dresda qualificate in Coppa UEFA 1981-82
- Stahl Riesa e Chemie Böhlen retrocesse in DDR-Liga.

## Record

### Capoliste solitarie
- 4ª-8ª giornata:  Carl Zeiss Jena
- 11ª giornata:  Magdeburgo
- 12ª giornata:  BFC Dynamo
- 16ª giornata:  BFC Dynamo
- 17ª giornata:  Magdeburgo
- 18ª-26ª giornata:  BFC Dynamo

### Club
- Maggior numero di vittorie:  BFC Dynamo (17)
- Minor numero di sconfitte:   BFC Dynamo (4)
- Migliore attacco:  BFC Dynamo (74 gol fatti)
- Miglior difesa:  Carl Zeiss Jena (29 gol subiti)
- Miglior differenza reti:  BFC Dynamo (+43)
- Maggior numero di pareggi:  Rot-Weiß Erfurt (7)
- Minor numero di pareggi:  Dinamo Dresda (2)
- Maggior numero di sconfitte:  Sachsenring Zwickau,  Wismut Aue,  Stahl Riesa e  Chemie Böhlen (15)
- Minor numero di vittorie:  Chemie Böhlen (5)
- Peggior attacco:  Chemie Böhlen (25 gol fatti)
- Peggior difesa:  Stahl Riesa (58 gol subiti)
- Peggior differenza reti:  Wismut Aue e  Stahl Riesa (-26)

### Classifica cannonieri
|  | Gol | Marcatore          | Squadra              |
|  | --- | ------------------ | -------------------- |
|  | 20  | Joachim Streich    | Magdeburgo           |
|  | 19  | Klaus Havenstein   | Chemie Böhlen        |
|  | 19  | Wolf-Rüdiger Netz  | BFC Dynamo           |
|  | 16  | Rüdiger Schnuphase | Carl Zeiss Jena      |
|  | 14  | Ralph Conrad       | Vorwärts Francoforte |
|  |     |                    |                      |